# جسيمات بلاتين نانوية

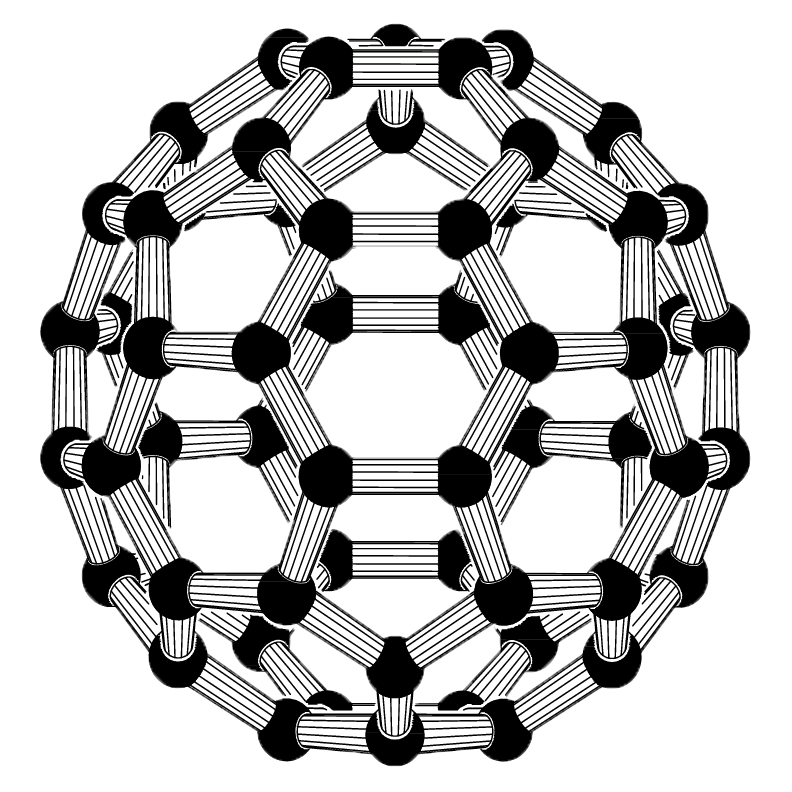
رسم توضيحي للجسيم

جسيمات البلاتين النانونية (بالإنجليزية: Platinum nanoparticles)‏ عادة ماتكون في شكل معلق أو مادة غروية  وهي جسيمات بلاتينية يقل حجمها عن الميكرومتر  في السائل؛ , غالباً ما يكون الماء. ويعرف الجسيم الغرواني من الناحية الفنية على أنه الجسيم الذي يبقى معلقاً دون تشكيل محلول ذائب أو أيوني. والتعريف التجاري الأوسع «للبلاتين الغروي» يشمل المنتجات التي تحتوي على تركيزات مختلفة من البلاتين الأيوني، البلاتين الغروي، مركبات البلاتين الأيونية، أو جسيمات البلاتين النانونية في الماء النقي.
تتراوح أحجام جسيمات البلاتين النانونية ما بين (2-3) نانومتر. وتريليونات من جسيمات البلاتين النانونية قد علقت في المحلول الغروي الأحمر البني أو الأسود.والجسيمات النانوية لها طائفة واسعة المدى من الأشكال بما في ذلك المسطحات، العصويات، المكعبات، والقبعات.
ونظراً للخصائص المضادة للأكسدة لجسيمات البلاتين النانونية أصبحت مركز اهتمام الباحثين، لما لها من تطبيقات كبيرة في طائفة واسعة من المجالات بما في ذلك تقنية النانو، الطب، وتخليق مواد جديدة ذات خصائص فريدة من نوعها.

## التخليق «التكوين»
يتمّ تصنيع جسيمات البلاتين النانونية  عن طريق اختزال هكساكلوروبلاتينات −2[PtCl6]. وبعد إذابة الهيكساكلوروبلاتينات، يتم تقليب المحلول سريعاً أثناء إضافة المادة المختزلة مما يسبب اختزال أيونات البلاتيين ويحولها إلى ذرات بلاتين متعادلة. ولزيادة تكون تلك الذرات البلاتينية، يصبح المحلول مشبع لآخر استيعابه ومن ثم يبدأ البلاتين تدريجياً في الترسيب على هيئة جزيئات حجمها أقل من النانومتر. وآثار بقية الذرات التي تشكل البلاتين تلتصق بالجزيئات الموجودة وإذا تمّ تقليب المحلول بعنف وبشكل كافٍ، ستكون الجزيئات موحدّة إلى حد ما في الحجم. تم تطبيق العديد من الإجراءات للحصول على جسيمات البلاتين النانونية ويتضمن ذلك التسخين، التكثيف الارتجاعي «التكثيف الرادّ»، التبريد، التقليب، الترشيح والتعبئة، الفحص، الاختبار والتغليف. ولمنع الجزيئات من التجمع، يضاف عادة نوعاً من عوامل الاستقرار أو المثبتات والتي تلتصق بسطح الجسيم النانوي. ويمكن أن يتم توظيفها مع ليجندات «مرتبطات» عضوية مختلفة لخلق هجائن «عضوية مع غير عضوية» ذات تخصصية وظيفية متقدمة.

## التأثيرات الحيوية
أسفر البحث الذي قام به «يوسي مياموتو» في جامعة طوكيو باليابان  عن استخدام جسيمات البلاتين النانونية  ذات الحجم (2-3) نانومتر لزيادة عمر الربداء الرشيقة "Caenorhabditis elegans" (أحد أنواع الديدان الإسطوانية).
وتتواجد الجسيمات النانوية في قضايا السلامة الممكنة طبياً وبيئياً على حدّ سواء  ومعظم هذه القضايا عادة ما تنشأ نتيجة لارتفاع النسبة ما بين السطح والحجم مما قد يجعل جزيئات بعض المعادن شديدة التفاعلية أو حفّازة. وعلى وجه الخصوص فإن استنشاق الجزيئات النانوية يُشكّل مخاطر صحية وقد يسبّب التهابات وأمراض في الرئة. حيث أن لديها القدرة على اختراق الأغشية البلازمية في الكائنات الحية ويعتبر تفاعلها مع النظم الحيوية غير معروف نسبياً. ومع ذلك تميل الجزيئات النانوية الحرة في البيئة بشكل سريع إلى التكتل وبالتالي تترك النظام النانوي، وتعرض الطبيعة نفسها العديد من الجسيمات النانوية والتي ترفع من مناعة «حصانة» الكائنات الحية على الأرض (مثل الجسيمات الملحية من الهباء الجوي للمحيطات، التربينات من النباتات، أو الغبار من الانفجارات البركانية)بحاجة لمصدر